# Miedziana Góra (wzniesienie)
Miedziana Góra (niem. Chaussyhöhe, ok. 530 m n.p.m.) – wzniesienie w Rudawach Janowickich, położone w ich północnej części.

## Położenie
Miedziana Góra znajduje się w północnej części Rudaw Janowickich, w ramieniu, odchodzącym od głównego grzbietu ku północnemu wschodowi (NNE). Na południu (SSW) łączy się z Wołkiem, za pomocą niewielkiej kulminacji Małego Wołka.

## Miejscowości
Na północnym zboczu znajduje się wieś Miedzianka, wzdłuż zachodniego zbocza ciągnie się Mniszków.

## Budowa geologiczna
Masyw Miedzianej Góry położony jest w obrębie bloku karkonosko-izerskiego, w strefie kontaktu granitowego masywu karkonoskiego i jego wschodniej osłony. Tworzą go skały metamorficzne powstałe w starszym paleozoiku – głównie amfibolity, ponadto łupki serycytowe, serycytowo-kwarcowe, skaleniowo-kwarcowe, łupki grafitowe i fyllity. Lokalnie przecinają je apofizy granitu oraz żyły kwarcowe, i najważniejsze dla działalności górniczej, żyły kruszcowe.

## Roślinność
Szczyt i zbocza pokrywają łąki i pastwiska, niewielkie zagajniki i lasy mieszane oraz nieużytki.

## Ochrona przyrody
Wzniesienie położone jest na obszarze Rudawskiego Parku Krajobrazowego.

## Turystyka
Przez wzniesienie nie biegną żadne szlaki turystyczne.